# Wurfbeutel

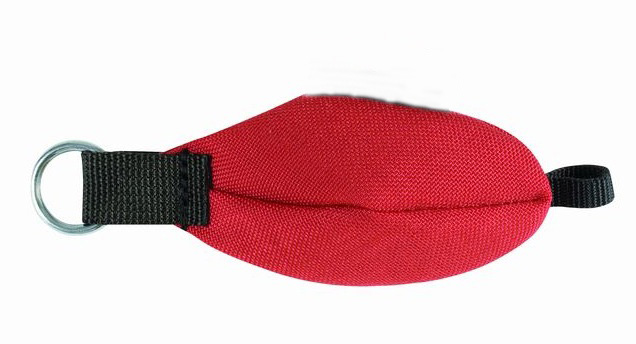
Wurfbeutel für Wurfleinen

Ein Wurfbeutel ist ein geschlossener Beutel aus festem Gewebe, vorzugsweise Perlon, auch Segeltuch oder Leder, der mit Bleischrot, Edelstahlkugeln oder Sand gefüllt ist. Das Gewicht variiert typischerweise von 100 bis 350 Gramm, kann aber auch deutlich höher sein.
An mindestens einem Ende befindet sich eine Schlaufe oder ein Ring, an dem eine Leine (Wurfleine) befestigt werden kann. Mit Hilfe des Wurfbeutels kann die Leine aus der Höhe herabgelassen oder über eine Strecke oder ein Hindernis geworfen oder geschleudert (mittels einer Wurfbeutelschleuder) werden.
Wurfbeutel sollen weich und verformbar sein, damit Personen- und Sachschäden beim Auftreffen vermieden werden. 
Typische Anwendungen sind:
- Baumarbeiten mit Klettertechnik (SKT). Mit einer dünnen Wurfleine wird ein Kletterseil nachgezogen.
- Mit der dünnen Leine kann eine Trosse zum Festmachen eines Schiffes ausgebracht werden. Hierbei kann statt eines Wurfbeutels auch eine Affenfaust verwendet werden.
- Die dünne Leine kann leicht herabgelassen werden, um Hilfsgegenstände emporzuziehen – beispielsweise eine Rettungsschnur